# 高度専門職業人
高度専門職業人（こうどせんもんしょくぎょうじん）とは、社会経済の各分野において指導的役割を果たす、高度で専門的な職業能力を有する人材である。社会的要請から、2003年には文部科学省が養成機関として専門職大学院制度を創設した。

## 概要
高度専門職業人は、その高度な専門的知識や能力を生かし、特定の職業等に従事する専門職となることを主な目的として養成される。従って、各分野の大学院課程において、専門の教育と訓練を受け、修士号以上又は専門職学位の学位を有していることが求められる。また、大学院の中でも、高度専門職業人の養成に目的を特化した課程として、専門職大学院がある。

## 歴史
日本におけるこれまでの大学院機構は、主として、研究者の養成と、高度で専門的な職業能力を有する人材の養成（職業教育）という、2つの機能を目的として存在してきた。
そもそも、日本における大学院制度ならびに学位制度は、戦後の学校教育法（1947年）制定によって大きく変化し、それまでの博士号学位に加え、修士号学位が創設された。そのため、当初修士課程は、博士課程の前段階という性格が色濃いものであった。しかし、時代を経て社会の価値観が多様化するにつれ、修士課程に期待される役割もまた多様化していき、実社会の各分野で指導的役割を果たす人材の養成という機能も併せ持つようになった。
その後、「知」の時代といわれる21世紀をむかえた社会では、上述の価値観の多様化に加え、科学技術の高度化、経済や文化のグローバル化、情報集積の革新化なども相まっており、これらによって生じた複雑な問題に専門性をもって介入できる人材や、多様な視野や経験をもち国際的に競争や貢献のできる人材が、各分野で必要とされていた。したがって、これらを担う高度かつ専門的な能力を有する人材養成の使命を帯びる大学院への期待も、ますます高まっていった。
しかしながら、元来の大学院制度の影響もあり、研究者の養成ならびに学術研究の追求と進展という機能に重点を置いた大学院も多く、上記のような専門的実践者の養成としての機能は、必ずしも十分ではなかった。そこで、文部科学省は2003年、高度専門職業人養成、ならびにその社会的充実へのニーズの高まりに対応するため、学術研究者養成よりも、特に高度専門職業人養成に力点を置いた課程として専門職大学院を創設した。
また日本において大学院が高度専門職業人養成機関として機能していない現実は、高度専門職業人資格が国家による資格試験により付与されるものであり、大学院等の後期高等教育修了者に対して自動的に資格付与がなされていないという現実もある。
今日では、従来の大学院課程に加え、専門職大学院課程を修了した人材が、高度専門職業人としての活躍を期待されている。また、国際公務員の応募資格は、応募するポストと関連する分野での修士号以上の学位があることが求められる。

## 他国の類似制度

### 米国
米国では、大学院レベルの高度職業教育機関としてプロフェッショナルスクールが存在する。

### フランス
フランスでは、大学（University）とは別の高等教育機関としてグランゼコールが存在し、高度専門職業人の育成を担っている。